# Hans Conrad Schellenberg
Hans Conrad Schellenberg (, Hottingen28 de abril de 1872 - Zúrich, 27 de octubre de 1923) fue un agrónomo, botánico, algólogo, micólogo fitopatólogo suizo.
Estudió en el Eidgenössische Polytechnikum Zürich (1890–93) y en la Universidad de Berlín (1893–95), donde fue alumno del botánico Simon Schwendener. Después trabajó como ayudante en la Estación de control de semilla en Zúrich (1895–97) y como profesor en la Escuela Agrícola Strickhof en Oberstrass (1897–1902). Obtiene su habilitación para botánica en el Politécnico en Zúrich, donde de 1908 a 1923, es profesor de agronomía.
Sus focos primarios fueron las áreas de fitopatología y botánica agrícola, siendo acreditado con la promoción del desarrollo de la agricultura de granos en Suiza. Fue autor de trabajos significativos en enfermedades fúngicas de planta.

## Algunas publicaciones
- Beiträge zur Kenntnis der verholzten Zellmembran, 1895 (tesis de disertación).
- Graubündens Getreidevarietäten : mit besonderer Rücksicht auf ihre horizontale Verbreitung, 1900 - 2013; Graubünden variedades de cereal.
- Der Blasenrost der Arve, 1904 @– Blister enmohece y el pino suizo.
- Untersuchungen über den Einfluss der Salze auf Dado Wachstumsrichtung der Wurzeln, zunächst. Un der Erbsenwurzel, 1906 @– Estudios en la influencia de sales encima dirección de crecimiento de raíces, etc.
- Dado Brandpilze der Schweiz 1911 @– Smut fungi de Suiza.[4]
- Düngerlehre. Leitfaden für den Unterricht an landwirtschaftlichen Schulen und Lehrbuch für den praktischen Landwirt (con Otto Bürki y Albert Näf). Aarau 1904, 5ª ed. 1913, 8ª ed. 1923.

### Eponimia
- (Aizoaceae) Aizoon schellenbergii Adamson[5]
- (Oleaceae) Schrebera schellenbergii Lingelsh.[6]
- (Melastomataceae) Tristemma schellenbergianum Gilg[7]